# Культура (Пятихатский район)
Культура (укр. Культура) — село,
Богдано-Надеждовский сельский совет,
Пятихатский район,
Днепропетровская область,
Украина.
Код КОАТУУ — 1224581003. Население по переписи 2001 года составляло 286 человек .

## Географическое положение
Село Культура находится в 1 км от села Петровка и в 3 км от города Пятихатки.

По селу протекает пересыхающий ручей с запрудой.

Рядом проходят автомобильная дорога М-04 (E 50) и
железная дорога, станция Пятихатки-Стыковая.